# Климент Садилов
Климент (Климе) Григоров (Глигоров) Садилов (Садило) е български и югославски музикант.

## Биография
Климент Садилов е роден през 1881 година в град Охрид, тогава в Османската империя.
Занимава се професионално със свирене на цигулка. Изпълнява редица български маршове и бунтовни песни, заради което в 1906 година е арестуван заедно с баща му Григор Садилов и, както сам пише „още една група фанатизирани българи“ и е осъден на една година строг тъмничен затвор в Битоля. След 1912 година, когато Битоля попада в границите на Кралство Сърбия, продължава да свири и пее български патриотични и бунтовнически песни, заради което е глобяван и тормозен от властите.
На 5 март 1943 година подава молба за българска народна пенсия, в която заявява, че е „поддържал духа на българщината в Охрид, Струга, Ресен“. Молбата е одобрена и пенсията е отпусната от Министерския съвет на Царство България.
След войната Садилов е ръководител е на музикалната група „Садиловци“ или още известна като „Охридските трубадури“.
Умира през 1965 година.